# Marcel Baschet

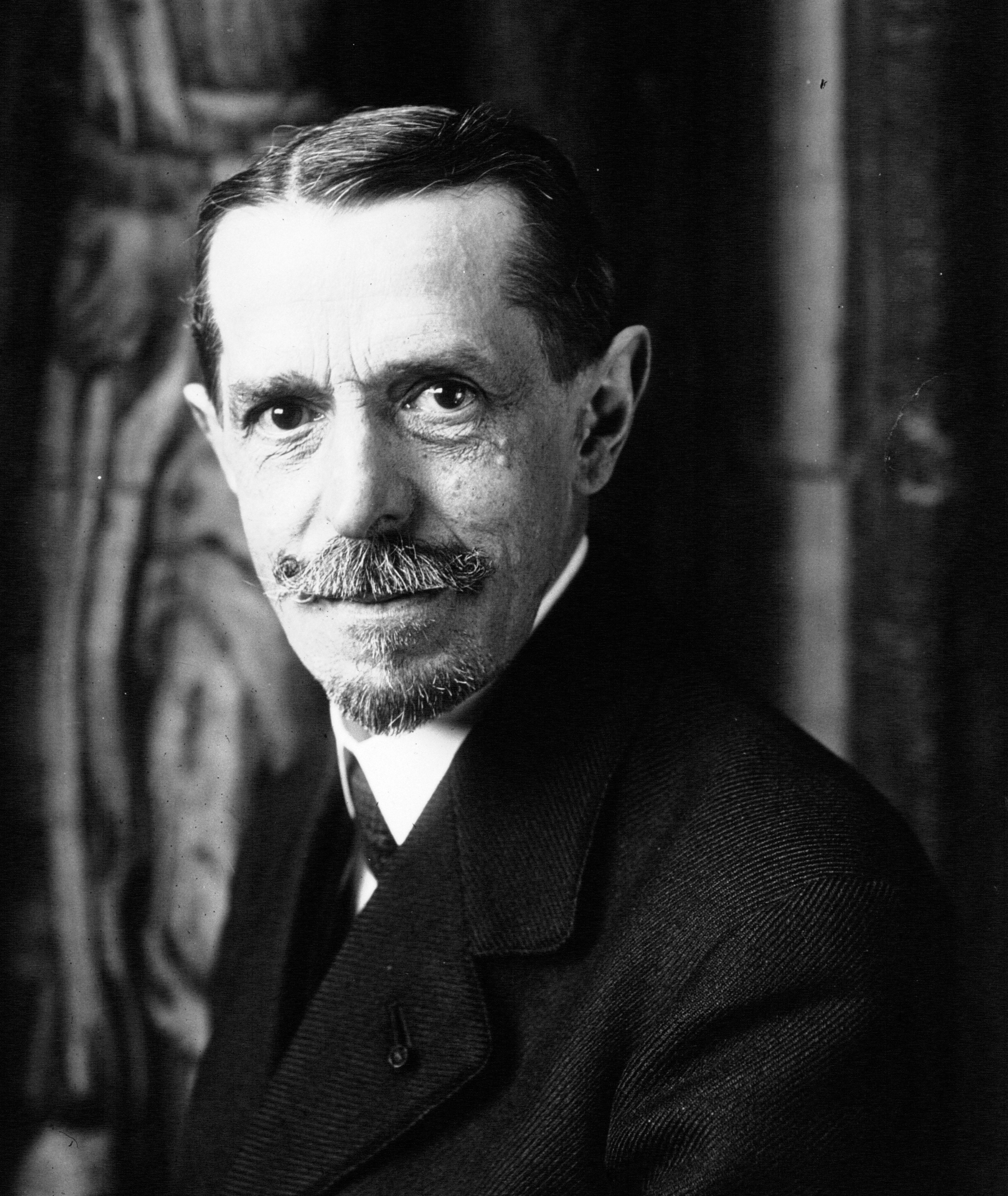
Marcel Baschet 1918

Marcel-André Baschet (* 5. August 1862 in Gagny (Département Seine-et-Oise); † 28. Dezember 1941 in Paris) war ein französischer Porträtmaler und Illustrator.

## Leben
Marcel Baschet wurde 1862 geboren als zweiter Sohn des Kunstredakteurs Ludovic Baschet (1834–1909) und dessen Ehefrau  	
Julie Antoinette Elise, geb. Vendryes (1837–1892).
Seine Ausbildung begann er 1879 in Paris an der Académie Julian bei Jules Lefebvre. Danach war er an der École des Beaux Arts bei Gustave Boulanger. Für sein Bild Ödipus verurteilt Polyneikes erhielt er 1883 den Grand Prix de Rome. Dieses Stipendium ermöglichte ihm von 1884 bis 1887 den Aufenthalt an der französischen Akademie in Rom in der Villa Medici.
Baschet wurde 1889 Lehrer an der Académie Julian. Für sein Porträt des Schriftstellers Henri Rochefort gewann er 1908 die Medaille d’honneur im Salon des Artistes Francais. 1898 wurde er zum Ritter der Ehrenlegion (Légion d’honneur) ernannt, 1913 zum Commandeur. 1913 wurde er auch zum Mitglied der Académie des Beaux-Arts (Stuhl 6 der Sektion (I) für Malerei) gewählt.
Von 1907 bis 1941 hatte Baschet sein Atelier in 21, Quai Voltaire im 7. Arrondissement, eine Gedenktafel erinnert daran.

## Familie
Marcel Baschet war ab 1888 verheiratet mit Jeanne Guillemeteau, sie hatten den Sohn Paul Baschet (1888–1966) und eine Tochter. Baschet selbst hatte drei Geschwister; die Brüder René Baschet (1860–1949), von 1904 bis 1944 Direktor der Zeitschrift L’Illustration und Jacques Baschet (1872–1952), Kunsthistoriker sowie die Schwester Andrée Baschet (1875–1950). Der Vater Ludovic Baschet (1834–1909) war neben seiner Tätigkeit als Kunstredakteur noch Maler, Galerist und Herausgeber der Zeitschriften Panorama und La Revue Illustrée.

## Werke (Auswahl)

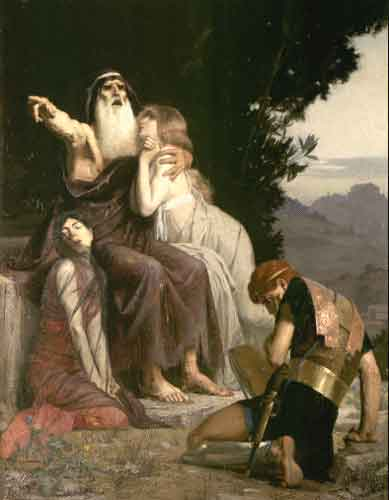
Ödipus verurteilt Polyneikes, 1883

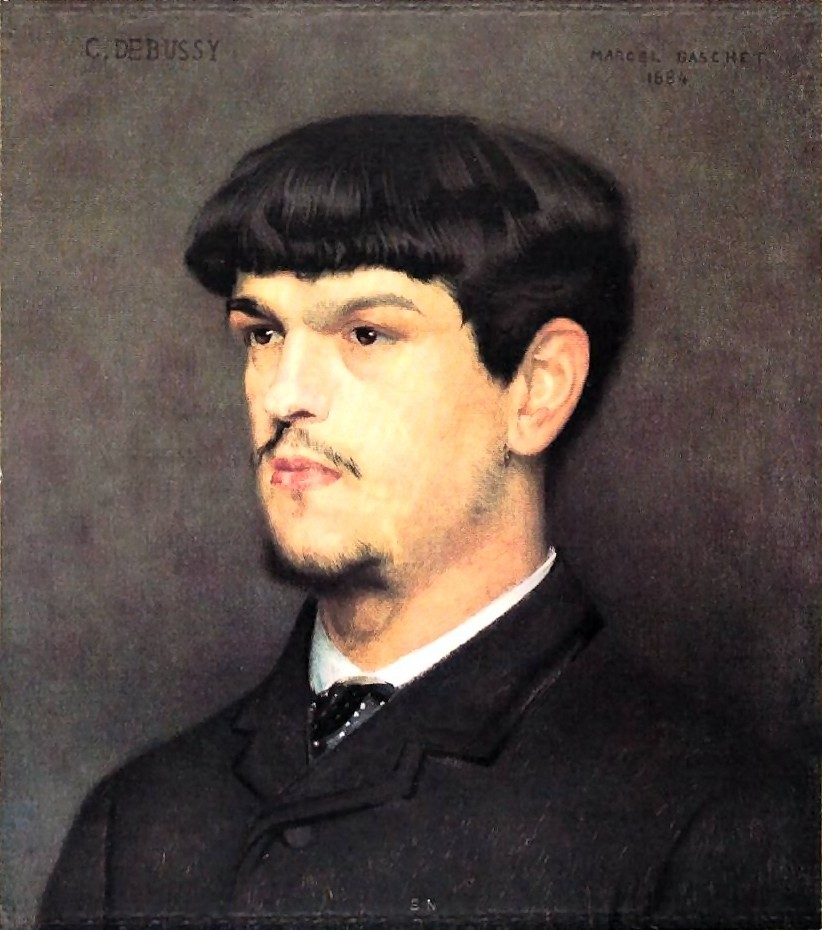
Claude Debussy, 1884

### Gemälde
- Œdipe condamne Polynice, 1883, (l’École des Beaux-Arts de Paris)
- Family Reunion at the Home of Madame Adolphe Brisson, 1893, Öl auf Leinwand, 212 × 238 cm, (Musée national du château de Versailles)[6]
- Ma famille ou Portrait de famille, 1898, Öl auf Leinwand, 309 × 247 cm (Musée Sainte-Croix, Poitiers)[7]

### Porträts
- Claude Debussy, 1884, (Musée d’Orsay)
- Ambroise Thomas, 1895
- Henri Brisson, 1896
- Jules Lefebvre, 1905
- Henri Lavedan, 1907
- Henri Rochefort, 1908
- Louise Weiss, 1909
- Jean Richepin, 1910
- Marquis de Dion, 1911
- Raymond Poincaré, 1913
- Aristide Briand, 1917, (Musée du Petit Palais in Paris)
- Maréchal Foch, 1919, (Musée de l’Armée)[8]
- Général Gouraud, 1919
- Alexandre Millerand, 1922, (Musée d’Orsay)
- Gaston Doumergue, 1926, (Musée national du château de Versailles)
- Maréchal Pétain, 1926, (siehe dort)
- Maréchal Fayolle, 1927
- Général Weygand, 1930
- Maurice de Broglie, 1932, (siehe dort)
- Paul Doumer, 1932
- Albert Lebrun, 1934[9]
- Édouard Branly, 1939

## Schüler (Auswahl)
- Jane Atché
- Prinzessin Mathilde Bonaparte
- Leo Fellinger
- Nazmi Ziya Güran
- Martha Haffter
- Georges Plasse
- Georg Walter Rössner
- Amanda Tröndle-Engel